# ЗіУ-682
ЗіУ-682 (також ЗіУ-9) — пасажирський тролейбус великої місткості з високим рівнем підлоги. Серійно вироблявся в СРСР у період з 1972 до 2015 року, зазнавши кілька модернізацій. Абревіатура ЗіУ походить від повної назви заводу-виробника (Тролейбусний Завод імені Урицького), розташованого в м. Енгельс Саратовської області (з 1997 року ЗАТ «Тролза»). Завдяки великим обсягам випуску ЗіУ-682 став найпоширенішою моделлю тролейбуса в Радянському Союзі, починаючи з кінця 1970-х років. Всього було побудовано понад 42 000 тролейбусів на базі моделі ЗіУ-682. Став найчисельнішою моделлю тролейбуса у світі.

## Технічне облаштування
ЗіУ-682 тролейбус великої місткості з високим рівнем підлоги для внутрішньо-міських пасажирських перевезень. Його сталевий зварний корпус монтується на сталевому каркасі, що складається з трубчастої рами складної просторової форми, поперечних ферм і поздовжніх лонжеронів. Корпус має троє дверей — одну вузьку в передній частині і дві широкі — в середній і задній частині. Двері ширмові, відкриваються і закриваються автоматично з кабіни водія за допомогою електропривода (з 1990 р. — пневмопривода).
Система управління струмом через тяговий електродвигун (ТЕД) — реостатна непряма автоматична (груповий контролер). Всі комутації силових кіл з пускогальмівних резисторів і ТЕД виконуються службовим низьковольтним серводвигуном. Пускогальмівні резистори обмежують струм через ТЕД, таким чином керується швидкість його обертання і створюваний ним обертовий момент. Для перетворення високої вхідної постійної напруги 550 В в низьковольтну службову 24 В ЗіУ-682 оснащений мотор-генератором. Це найпростіший перетворювач — електродвигун на 550 В обертає співвісний з ним генератор на 24 В та вентилятор системи охолодження пускових резисторів. Недоліком такого рішення є постійний шум від працюючого мотор-генератора.  Низьковольтна мережа складається з: системи керування, зовнішнього і внутрішнього освітлення, сигналізації, урухомники дверей і акумуляторну батарею. Силові 550-вольтові кола та агрегати спочатку були розташовані під підлогою. Однак низька електробезпека вимусила в ході модернізацій перенести частину обладнання на дах тролейбуса, а також в шафу за спиною водія. В ході капітально-відновлювальних ремонтів тролейбусів попередніх випусків в умовах депо або ремонтних заводів, високовольтне обладнання також часто виноситься на дах.
Гальмівна система ЗіУ-682 складається з електродинамічних, механічних і пневматичних гальм. Для забезпечення роботи пневматичних систем тролейбус обладнано компресором.

## Історія розвитку
Перший прототип ЗіУ-682 був побудований в 1966 році. У порівнянні зі своїм попередником ЗіУ-5, тролейбус ЗіУ-682 має місткіший, легший і більш технологічний зварний сталевий корпус замість клепаного алюмінієвого, а також пневматичну (не пневморесорну) підвіску. Кузов тролейбуса з трьома дверима (перші вузькі), має більшу площу скління в порівнянні з ЗіУ-5. У рульовому керуванні застосований гідропідсилювач. Система управління тяговим двигуном — реостатно-контакторна (РКСК).

### ЗіУ-682Б
У серпні 1972 року почалося виробництво першої серійної модифікації ЗіУ-682Б (зміна позначення з ЗіУ-682 на ЗіУ-682 була обумовлена зміною маркування до вимог галузевого класифікатора). Перші серійні тролейбуси дещо відрізнялися від машин пізніших випусків. До 1974 року колісні арки мали ломану, а не круглу форму. На перші партії тролейбусів ставили застарілий двигун ДК-207Г, який вже в 1973 році був замінений на ДК-210 потужністю 110 кВт. Підвіска ЗіУ-682Б була дворівневою. Перший рівень був класичним на напівеліптичних листових ресорах, а другий — пневматичний, з реактивними штангами як несучими елементами, що забезпечувало високу плавність ходу. Задня накопичувальна площадка мала знижений рівень підлоги, що дозволило зменшити на одну кількість сходинок у задніх дверях і полегшити завантаження інвалідних і дитячих візочків, а також великогабаритних предметів. Однак це «перевага» нівелювалося наявністю високого розділового поручня на сходинках задніх і середніх дверей. Перехід від високого рівня підлоги в салоні до низького плавно здійснювався в проході між задніми колісними арками, що завдавало незручності пасажирам в години пік (особливо взимку), що стояли на обледенілій «гірці». У 1990-х роках розробники замінили високий роздільник ступенів поручнями, закріпленими на дверях, але до того часу всі накопичувальні майданчики знаходилися на рівні трьох сходинок від рівня тротуару. Для природної вентиляції салону в даху було обладнано 4 стельових люки, а кожне бічне вікно оснащене зсувною кватиркою. В даний час в лінійному режимі працює тільки 1 тролейбус даної моделі в місті Запоріжжі під номером 562.

### ЗіУ-682В (В00/В0А)
Наприкінці 1975 року почалося серійне виробництво наступної модифікації ЗіУ-682В, що прийшла на зміну ЗіУ-682Б. У зв'язку з наявністю конструктивних недоліків, що проявилися протягом перших років експлуатації, замість реактивних тяг як несучі елементи підвіски стали використовуватися ресори. З 1976 року кількість світильників у салоні було зменшено з 12 до 11, кожне друге вікно в салоні було позбавлене кватирок. З 1978 року кількість стельових люків скоротилося до трьох (за рахунок люка над переднім мостом), тролейбуси стали обладнуватися електричними штанговловлювачами.
З 1983 року змінилася форма і розташування передніх і задніх габаритних вогнів. Ліхтарі оригінальної форми, неофіційно звані «човниками», були замінені уніфікованими і зміщені від країв ближче до маршрутовказівника. У 1985 році аналогічні зміни дизайну зазнали зовнішні сигнальні вогні і покажчики повороту.
З березня-травня 1984 тролейбуси стали випускатися без зниженого рівня заднього накопичувального майданчика, що було обумовлено необхідністю посилення конструкції підстави кузова в задньому звисі. У 1985 році заводська табличка тролейбуса була частково приведена у відповідність зі стандартами формування і розташування VIN-коду, що привело до зміни маркування на ХТІ682В00.
З 1988 року завод перейшов до виробництва модифікації ЗіУ-682В-012 (ЗіУ-682В0A), яка оснащена двигуном ДК-213 потужністю 115 кВт. З 1989 року змінилася форма кожуха радіатора на даху тролейбуса, він зменшився в розмірах і отримав гострі краї. У 1990 році паралельно почалося виробництво перехідної модифікації ЗіУ-682В0B, на якій електричний привод механізма відкривання дверей був замінений пневматичним.

### ЗіУ-682Г
До кінця 1980-х рр. окремі елементи конструкції тролейбуса, що випускався на той момент вже майже 20 років, значно застаріли. Тому одночасно із запуском в серію останніх модифікацій ЗіУ-682В готувалася до виробництва більш глибока модернізація цієї моделі тролейбуса, яка отримала позначення ЗіУ-682Г. Дослідні зразки ЗіУ-682Г були випущені ще в 1988 році, а з 1 лютого 1991 р. завод повністю перейшов на їх серійне виробництво.
На додаток до змін, вже впровадженим раніше на моделях ЗіУ-682В0A і ЗіУ-682В0B, модель ЗіУ-682Г отримала такі відмінності. Спереду, під лобовим склом, розміщені ґрати повітрозабірника. Змінилося розташування вікон з кватирками уздовж правого борту. Значного перепланування зазнав салон тролейбуса. Велика частина сидінь вздовж лівого борту кузова замінена з дворядних на однорядні, що дозволило збільшити кількість стоячих місць. Змінилася конструкція самих сидінь та їх поручнів. Великі зміни зазнала кабіна водія. Перегородка за спиною водія, яка раніше мала овальне вікно, стала суцільною; розширені зсувні двері в водійську кабіну. У самій кабіні змінена компоновка панелі приладів, яка стала виготовлятися з чорного пластику. Відійшов у минуле неергономічний пульт керування тролейбусом праворуч від приладової панелі, що складається з двох довгих рядів однакових тумблерів. Управління зовнішніми світловими приладами було перенесено на кермову колонку. На виділеному щитку справа залишилися тільки управління відкриттям дверей, вимикач склоочисників та аварійна сигналізація. Решта перемикачів перенесені на новий пульт керування тролейбусом, розташований зліва від водія, поблизу бокового вікна. Змінено конструкцію ходової і гальмівної педалей, управління при цьому наблизилося до автомобільного.
З іншого боку, ЗіУ-682Г, що поставляються в провінційні міста в 1993–2000 рр., у порівнянні з попередньою моделлю ЗіУ-682В мали істотно полегшені несучі елементи рамної складової несучого корпусу (як видно, з метою зниження вартості). В результаті у важких умовах експлуатації (наприклад в Нижньому Новгороді) за 5 років ці конструктивні елементи повністю кородували до «трухи», яка пробивалася несильним ударом викрутки.
З 1997 року базової модифікацією в серійному виробництві стала ЗіУ-682Г-012 (ЗіУ-682Г0A). Зовнішнім відмінністю нової модифікації стало зменшене по висоті бокове вікно кабіни водія, що має також інше розташування кватирки. Невеликі зміни зазнало планування салону. По суті це була адаптована для внутрішнього ринку модифікація експортної версії тролейбуса ЗіУ-682Г-010, виробництво якої почалося ще в 1992 році.
На базі ЗіУ-682Г-012 почалася подальша модернізація тролейбуса, що проводиться переважно на замовлення Мосміськтрансу (оскільки більшість інших російських міст до того моменту виявилися неплатоспроможними) і розділена на кілька етапів. Для живлення низьковольтного обладнання замість генератора 63.3701 і допоміжного двигуна ДК-661Б був встановлений малошумний статичний перетворювач. Була поліпшена гідроізоляція і заземлення. Тролейбус отримав більш високий антикорозійний захист, ряд вузлів почали виконуватися з алюмінію, нержавіючої сталі і склопластику. Паралельно з ЗіУ-682Г-012, в 1998 році почався випуск перехідної модифікації ЗіУ-682Г-014 (ЗіУ-682Г0E), на якій замість старих диванів в салоні були встановлені індивідуальні м'які сидіння, застосовані лазерні обігрівачі скла кабіни.

### ЗіУ-682Г-016, -017 і -018
В результаті продовження робіт з модернізації тролейбуса у тому ж 1998 році з'явилася модифікація ЗіУ-682Г-016 (ЗіУ-682Г0M), що стала базовою моделлю. Зовнішня обшивка бортів кузова стала виконуватися із суцільнотягнутого оцинкованого сталевого листа, що поліпшило зовнішній вигляд тролейбуса і підвищило його корозійну стійкість. Стулки дверей стали піддавати додатковій антикорозійній обробці спеціальним складом. Проведена велика робота з підвищення електробезпеки тролейбуса: застосовано діелектричне покриття штангових струмоприймачів, встановлені обмежувачі ходу штанг, поліпшена ізоляція підніжок, а в кабіні водія встановлено індикатор струмовитоку, вдосконалена конструкція бортових люків і герметизація бортових відсіків, змінена конструкція обігрівача. Також на тролейбусі застосована система блокування ходу при відкритих дверях.
Ще в середині 1990-х років стало очевидним, що розташування електроустаткування під днищем тролейбуса не задовольняє сучасні вимоги електробезпеки, оскільки не захищає його від вологи, протиожеледних реагентів і багато чого іншого, а також не дозволяє їхати по калюжі, якщо її глибина перевищує десять сантиметрів. Тоді ж, в 1995 році, була спроектована модель ЗіУ-52642, що являє собою серйозну модернізацію ЗіУ-682Г з виносом електрообладнання на дах тролейбуса та іншими змінами. Проте з ряду причин модель в серію не пішла.
Першою серійною модифікацією з винесенням частини електрообладнання на дах стала модель ЗіУ-682Г-017 (ЗіУ-682Г0H), запущена у виробництво в 2000 році. На відміну від дослідного ЗіУ-52642, обладнаного ТІСК, модифікація ЗіУ-682Г-017 залишилася обладнаною класичною, неекономічною і такою що не спроможна створити прийнятну плавність ходу реостатно-контакторною системою керування, комплектом електрообладнання заводу «Динамо», звичайними ширмовими дверима. Деякі зміни зазнав салон, зокрема, були встановлені плафони освітлення сучаснішої форми. З 2002 року за бажанням замовника тролейбус став випускатися у варіанті зі зміненим зовнішнім виглядом кабіни (для цього застосована склопластикова накладка).
Останньою серійної модифікацією базової моделі ЗіУ-682Г-016 стала ЗіУ-682Г-018 (ЗіУ-682Г0P), виробництво якої розпочато в 2001 році. У ній втілені всі минулі досягнення модернізації цієї моделі тролейбусів, за винятком виносу електрообладнання на дах. У самому останньому варіанті модель має панорамне лобове скло, склопластикові накладки і фальшборти на даху.

### ЗіУ-682Г-016.02 і ЗіУ-682Г-016.03
З жовтня 2002 року серійно випускається модифікація ЗіУ-682Г-016.02, що являє собою подальший розвиток моделі ЗіУ-682Г-018. Зовнішня обшивка бортів виконана суцільнотягнені сталевим листом, обшивка передньої частини тролейбуса комбінована, із застосуванням склопластикових панелей. Передній бампер також виконується зі склопластику. Вікна пасажирського салону мають тоноване скло, встановлюється нове панорамне лобове скло. На тролейбусі виконується підвищена антикорозійний захист кузова, що включає застосування струмопровідних ґрунтів фірми «Sikkens» в накладних зварних з'єднаннях, фосфатного захисного покриття, а також додаткового покриття підніжки, боковин, передка і задка захисним покриттям.
На тролейбус встановлюється тяговий двигун ДК-213А виробництва московського заводу «Динамо» потужністю 110 кВт. Система управління — реостатно-контакторна. Велика частина тягового електрообладнання винесена на дах тролейбуса. На даху розташовані: струмоприймачі, силові резистори, груповий контролер, радіореактори, автоматичний вимикач СБ-7 (існує варіант з установкою замість СБ-7 класичного автоматичного вимикача ручного управління АВ-8 в кабіні водія на задній стінці), статичний перетворювач (ІПТ-600 / 28 або БП-3Г), обмежувач ходу штанг. За спиною водія розташована шафа, усередині якої встановлена електрична панель захисних реле. У зв'язку з цим перше по лівому борту вікно пасажирського салону має зменшені розміри, відсутнє пасажирське сидіння перед передньою колісної аркою. Внутрішнє освітлення пасажирського салону здійснюється люмінесцентними світильниками, що мають режими повного, часткового та аварійного освітлення. Пасажирське приміщення обладнане роздільними комфортабельними сидіннями (які, однак, нерідко критикуються повними пасажирами за тісноту і незручність). Два пасажирських місця обладнані для перевезення інвалідів з обмеженою рухливістю. Стоянкова гальмівна система приводить в дію гальмівні механізми ведучих коліс від енергоакумуляторів, які керуються від пневматичного крана в кабіні водія. Бачок гідросистеми підсилювача керма забезпечений сигналізатором зниження рівня рідини.
З метою підвищення електробезпеки введені: склопластикові підніжки, електрична ізоляція стулок пасажирських дверей від кузова, зовнішня електрична ізоляція штанг струмоприймачів, пристрій контролю ізоляції, аварійний вимикач, винесення більшої частини тягового комплекту електроприводу з-під підлоги на дах, технологічні доріжки на даху для переміщення обслуговчого персоналу, задні обмежувачі штанг струмоприймачів встановлені на трьох електроізоляторах, система блокування ходу тролейбуса при відкритих дверях, аварійне (запасне) освітлення пасажирського приміщення, система протизатиснення пасажирів дверима, запасні виходи через вікна салону, обладнання службових дверей зовні і зсередини органами управління для відкривання в надзвичайних обставинах, установка на даху швидкодіючого автоматичного вимикача з дистанційним керуванням та інше.
З 2004 року також серійно випускається тролейбус ЗіУ-682Г-016.03. Його основна відмінність від ЗіУ-682Г-016.02 полягає в тому, що рама (основа) кузова виконана з відкритого профілю (швелера), що збільшує жорсткість кузова і робить його стійкішим до корозії. Кузов тролейбуса ЗіУ-682Г-016.03 зварний, рамної конструкції.
Як додаткова опція передбачене встановлення широких передніх двостулкових дверей поворотно-зсувного типу (що особливо актуально для Москви, що використовує для оплати проїзду АСКП).
З вересня 2009 року у зв'язку із закінченням ліцензії на виробництво, випуск тролейбусів ЗіУ-682Г016.02 і ЗіУ-682Г016.03 припинено.

### ЗіУ-682Г-016.04 і ЗіУ-682Г-016.05
З вересня 2009 року ЗАТ «Тролза» відповідно до отриманої ліцензії на виробництво продукції почало випуск тролейбусів ЗіУ-682Г-016.04 і ЗіУ-682Г-016.05. І зовні, і конструктивно тролейбуси цих модифікацій практично повністю копіюють своїх попередників ЗіУ-682Г-016.02 і ЗіУ-682Г-016.03. Як зміни в розряд постійних опцій внесене встановлення електронних маршрутовказівників, рухомого рядка в пасажирському салоні і АБС, що на ЗіУ-682Г-016.02 і ЗіУ-682Г-016.03 виконувалося за бажанням замовника.

## Тролейбусні поїзди ЗіУ-682

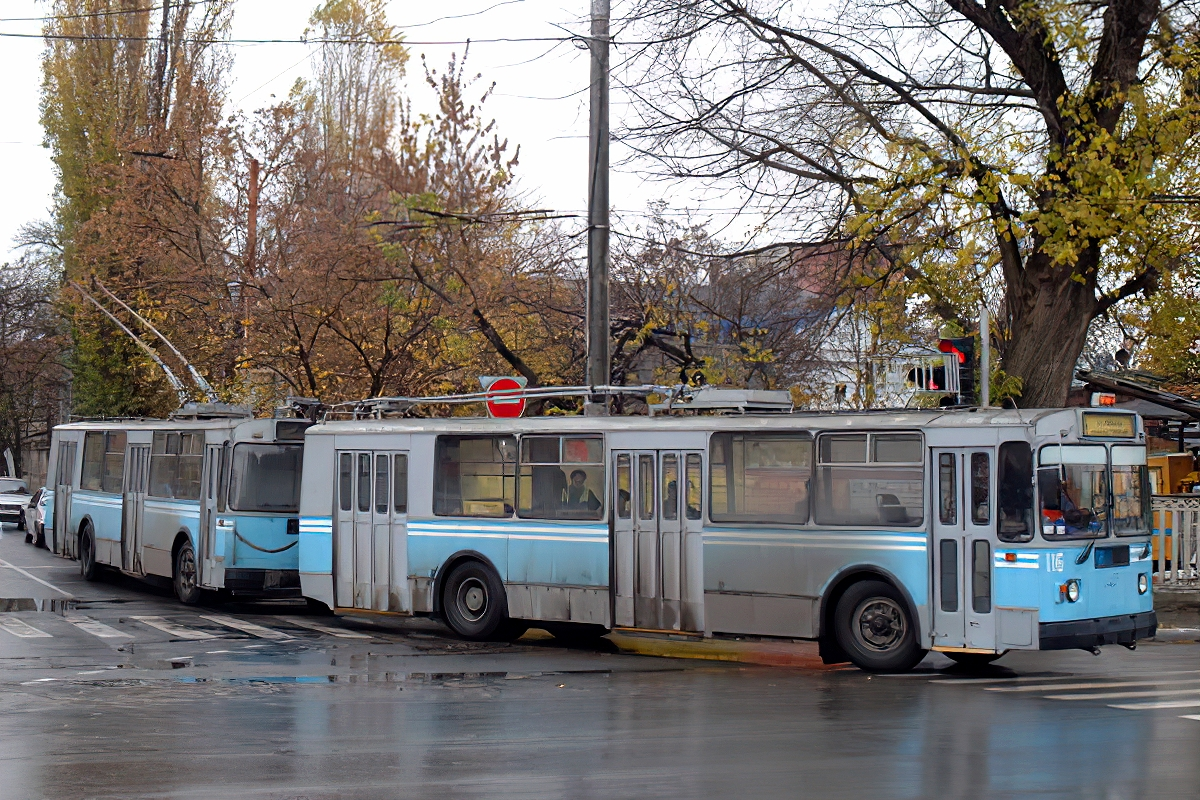
Тролейбусний поїзд з тролейбусів ЗіУ-9 з'єднаних за системою Володимира Веклича в Краснодарі

Ініціатором впровадження системи Володимира Веклича на тролейбусах ЗіУ-9 став начальник служби рухомого складу алматинського ТТТУ Шейнберг Б.А. Наприкінці 1970-х років, коли він у Києві вивчав досвід застосування тролейбусних поїздів, він вирішив адаптувати систему під тролейбус ЗіУ-9, який тоді експлуатувався в Алматі. Володимиром Векличем йому були надані необхідні результати досліджень тролейбусних поїздів, а головним інженером Київського заводу електротранспорту Володимиром Мишакіним — конструкторська документація. Тролейбусний потяг ЗіУ-9 був створений за зразком і подобою поїзду Škoda 9Tr спеціалістами Казахського політехнічного інституту. У 1981 році, після успішних випробувань потягу в Алматі, робочі креслення системи були передані на Ленінградський завод з ремонту міського електротранспорту. По них була розроблена конструкторська документація і освоєно виробництво тролейбусних поїздів з подальшим впровадженням поїздів більш ніж в 20 містах колишнього СРСР, таких як Алмати, Ленінград, Краснодар, Одеса, Новосибірськ, Донецьк, Херсон, Самара, Миколаїв, Омськ, Харків, Кемерово та інших.
Найбільше в СРСР тролейбусних потягів ЗіУ-9 експлуатувалося в Ленінграді — 111, з найвищим в СРСР економічним ефектом від їх використання, який становив 4962 рублі на один потяг в рік. Експлуатація останнього тролейбусного поїзду завершилася в грудні 2013 року в Краснодарі.

## Спеціальні модифікації
Крім основної лінії розвитку, на базі ЗіУ-682 випускалися деякі спеціальні модифікації.
ЗіУ-682В1 — «гірська» модифікація на базі. Основні відмінності: двигун ДК-211 потужністю 150 кВт, зміни в системі гальмування. Це дозволяло тролейбусу долати підйоми з ухилом 12 ‰, якщо базова модель була розрахована на 8 ‰.
ЗіУ-682Г1 — «гірська» модифікацію модернізованого ЗіУ-682Г, оснащену двигуном ДК-211 підвищеної потужності.
ЗіУ-682ГС — «північний» варіант ЗіУ-682Г, призначений для районів Уралу, Сибіру і Далекого Сходу.
ЗіУ-682ГН — «навчальну» модифікацію ЗіУ-682Г з розширеною кабіною водія, призначеної для розміщення додаткового місця інструктора. Також машина має додаткову педаль гальма. Двері з кабіни водія в салон розташовується посередині перегородки, для входу та виходу пасажирів призначені тільки середня і задня двері.
ЗіУ-682ГК — дрібносерійна модифікація ЗіУ-682Г-018, що відрізняється поліпшеним салоном, тонованим склом, кватирками в кожному вікні салону. На деяких тролейбусах встановлені електронні маршрутовказівники.
ЗіУ-682ГП0 — дрібносерійна модифікація ЗіУ-682Г-016, зовні відрізняється склопластиковою передньою маскою із написом «Trolza» і широким маршрутовказівником, цей маршрутовказівник аналогічний моделі ЗіУ-682Г-016.02. Дизайн передньої частини даного тролейбуса аналогічний моделі Тролза-5264.01 «Столиця».
Також існували експортні модифікації тролейбусів сімейства ЗіУ-682.

## Споріднені моделі
На базі тролейбуса ЗіУ-682 ще в 1978 році був випущений перший прототип чотирьох дверного зчленованого тролейбуса ЗіУ-10 (ЗіУ-683). На жаль, освоєння виробництва даної моделі, потреба в якій гостро відчували багато міст СРСР, розтяглася на довгі роки. Тільки в 1986 році було освоєно дрібносерійне виробництво зчленованого тролейбуса моделі ЗіУ-683Б, обладнаної ТІСУ.
У 1995 році був спроєктований тролейбус, що являє собою результат глибокої модернізації ЗіУ-682Г. Дана модель отримала позначення ЗіУ-52642 (в 1997 році випущена модифікація ЗіУ-52642-20). Велика частина електрообладнання була винесена з-під днища на дах тролейбуса, замість неекономічної реостатно-контакторної системи управління була встановлена тиристорно-імпульсна система управління (ТІСУ), збільшена потужність двигуна. Тролейбус оснастили задніми мостами фірми RABA, імпортними водійським кріслом. Зовні, крім шаф з електрообладнанням на даху, тролейбус відрізнявся від звичайних ЗіУ-682Г новими поворотними-зсувними дверима, тонованими стеклами, кватирками в кожному вікні салону. У пасажирському салоні були встановлені роздільні сидіння з підлокітниками оригінальної конструкції. Цей тролейбус навіть переміг у тендері на поставку рухомого складу в ряд російських міст за допомогою кредиту Міжнародного банку реконструкції та розвитку, проведений в 1997 році, що давало шанси на випуск партії більш ніж зі ста машин. Проте з ряду причин проєкт був зірваний.
У кооперації з АЕК «Динамо» і концерном Siemens AG була спроєктована ще революційніша модель ЗіУ-52643, оснащена ТІСУ і статичним перетворювачем. Модель також не була запущена в серію.
У 2000 році була спроєктована і випущена партія тролейбусів нової моделі Тролза-5264.01 «Столиця», обладнаних традиційної реостатно-контакторною системою управління, але при цьому вони мають суттєво перероблений кузов, інтер'єр пасажирського салону і кабіни водія.

## Клони, що випускаються іншими підприємствами
Дніпро Е187 збиралися із машинокомплектів на Дніпропетровському ремонтному заводі електротранспорту.
АКСМ-101 та їх всілякі модифікації, виробник Белкоммунмаш (Мінськ)
БТЗ-5276 та модифікації, виробник Башкирський тролейбусний завод (Уфа)
ВЗТМ-5284 та модифікації, виробник Волгоградський завод транспортного машинобудування (Волгоград)
ВМЗ-170, виробник Вологодський механічний завод (ВАТ «Транс-Альфа», Вологда)
СТ-682Г виробництва «Сибірський Тролейбус» (Новосибірськ), офіційно проходять як капітально-відновлювальний ремонт
МТРЗ-6223 виробництва Московського тролейбусного заводу — модернізація ЗіУ-682 для Москви

## ЗіУ-682 в світі
За час виробництва тролейбус ЗіУ-682 експортували в Болгарію, Югославію, Угорщину, Румунію, Фінляндію, Польщу, Грецію, Аргентину (див. Тролейбус Кордови), Колумбію, Монголію.
Після розпаду СРСР нові тролейбуси даної моделі надходили в: Україну (1992—1996, 2002—2004, 2006—2008 роки), Білорусь (1993—1995, 2002 роки), Молдову (1992—1994 роки), Придністров'я (1992—2008 роки), Вірменію (1993 рік), Казахстан (1992—1998 роки), Киргизстан (1998—1999 роки), Узбекистан (1992, 1995—1998 роки), Югославію (2000 рік), Грузію (2001, 2004, 2010 роки). Окремо вживані машини надійшли у Грузію в 2002 році з Афін, а в деякі міста Росії — з Угорщини та Сербії.